# 375832 Yurijmedvedev
375832 Yurijmedvedev este o planetă minoră (asteroid) din centura de asteroizi. A fost descoperită pe 22 octombrie 2009 la Spețialnaia astrofiziceskaia observatoria RAN⁠(d) de Timoer Valerievitsj Krjatsjko⁠(d). 
Obiectul prezintă o orbită caracterizată de o semiaxă mare de 2,6050885938441 UAi, o excentricitate de 0,21, o înclinație de 4,7 ° în raport cu ecliptica.